# Jean-Baptiste Pâris de Meyzieu
Pour les articles homonymes, voir Paris (homonymie).
Jean-Baptiste Paris de Meyzieu, né le 16 mai 1718 et mort le 6 septembre 1778, est un bibliophile français faisant partie de la riche famille des frères Paris.

## Biographie
Fils de Claude Paris la Montagne (1670-1745) et de Élisabeth de la Roche, il est l'avant-dernier de leurs enfants et a quatre frères et une sœur : Claude Geoffroy Paris (1709-?), Antoine Paris d'Illins (1712-1777), Pierre Paris de la Tour (1713-1730), Anne-Émilie Paris la Montagne (1716-?) et François Joseph Paris de Moirans (1719-1744). Il est le neveu du financier Joseph Paris Duverney.
Jean-Baptiste Pâris de Meyzieu sortit du service avec le rang de lieutenant-colonel et obtint la survivance de la charge d’intendant de l’École royale militaire qu’occupait son oncle Joseph Paris Duverney (l'un des instigateurs de la création de cet établissement en 1751, avec la filleule de son frère Madame de Pompadour). Il a publié une Lettre sur cet établissement, et fourni à l’Encyclopédie de Diderot et D’Alembert l’article qui concerne cette école.
On lui attribue le Tremblement de terre de Lisbonne, pièce que, suivant l’abbé Laporte, il aurait rédigée avec Du Coin, son secrétaire.
Ancien conseiller au Parlement, il avait hérité d'une riche bibliothèque qu'il enrichit et dont le catalogue a été imprimé à Paris, aux fins d'une vente publique établie en cette ville le 15 mars 1779. Si l’on en croit Peignot, une partie de cette fameuse bibliothèque fut ensuite revendue publiquement à Londres, en 1791, mais c'est Antoine Marie Pâris d’Illins qui en aurait établi lui-même le catalogue, publié sous le titre Bibliotheca elegantissima Parisina.

## Sources
- Ferdinand Hoefer, Nouvelle Biographie générale, t. 39, Paris, Firmin-Didot, 1862, p. 208.